# Snöljus
Snöljus är en roman av den svenske författaren Lars Andersson utgiven på förlaget Norstedts 1979.

## Om romanen
Romanen handlar om Per Ivar som reser till Jokkmokk för att begrava sin bror. Väl där inser han att han aldrig kände sin bror och att hans släktingar är främlingar för honom. Han beslutar sig därför för att flytta in i sitt barndomshem. Parallellt med detta visar det sig att hans dotter, som är biokemist, har funnit några hemligstämplade dokument.
Snöljus kom att bli Anderssons stora kritikergenombrott. Boken var till stor del inspirerad av den norske författaren Aksel Sandemoses författarskap och kännetecknades av en snårig struktur. Boken har även kallats för en "existentiell idéroman", "en thrillerliknande berättelse" och "en samhällskritisk uppgörelse".
Snöljus är en av titlarna i boken Tusen svenska klassiker (2009).

## Utgåvor
- Andersson, Lars (1979). Snöljus: roman. Stockholm: Norstedt. Libris 7152909. ISBN 91-1-791342-X
- Andersson, Lars (1980) (på danska). Snelys: roman. København: Samleren. Libris 7353879. ISBN 87-568-0594-2
- Andersson, Lars (1980). Snöljus. MånPocket, 99-0184541-6 ([Ny utg.]). Stockholm: MånPocket. Libris 7653999. ISBN 91-7642-007-8
- Andersson, Lars (1980) (på norska). Snølys. Kolon-serien. Oslo: Gyldendal. Libris 7174188. ISBN 82-05-12310-1
- Andersson, Lars; Volz Ruprecht (1981) (på tyska). Schneelicht. München: Hanser Vlg. Libris 5259932. ISBN 3-446-13452-2
- Andersson, Lars (1983) (på finska). Lumen valo. Helsinki: Tammi. Libris 7824328. ISBN 951-30-5091-2
- Andersson, Lars (1984) (på franska). Lumière de neige: roman. Pavillons. Paris: Robert Laffont. Libris 5151584. ISBN 2-221-00879-0
- Andersson, Lars (1990). Snöljus: roman. Brombergs pocket, 99-0325137-8 (Pocketuppl.). Stockholm: Bromberg. Libris 7652559. ISBN 91-7608-506-6
- Andersson, Lars (1998). Snöljus: roman ([Ny utg.]). Stockholm: Norstedt. Libris 7151071. ISBN 91-1-300558-8
- Andersson, Lars (1996). Snöljus. En bok för alla, 99-0130108-4 ([Ny utg.]). Stockholm: En bok för alla. Libris 7642566. ISBN 91-7448-919-4
- Andersson, Lars (2009). Snöljus roman. Johanneshov: TPB. Libris 12568054

### Fotnoter
1. ↑  ”Snöljus”. Libris.kb.se. http://libris.kb.se/hitlist?q=Lars+Andersson+Sn%C3%B6ljus&r=&f=simp&t=v&s=r&g=&m=25. Läst 7 februari 2013.
2. 1 2 3  Gradvall et al 2009, nr. 528